# Argentína himnusza

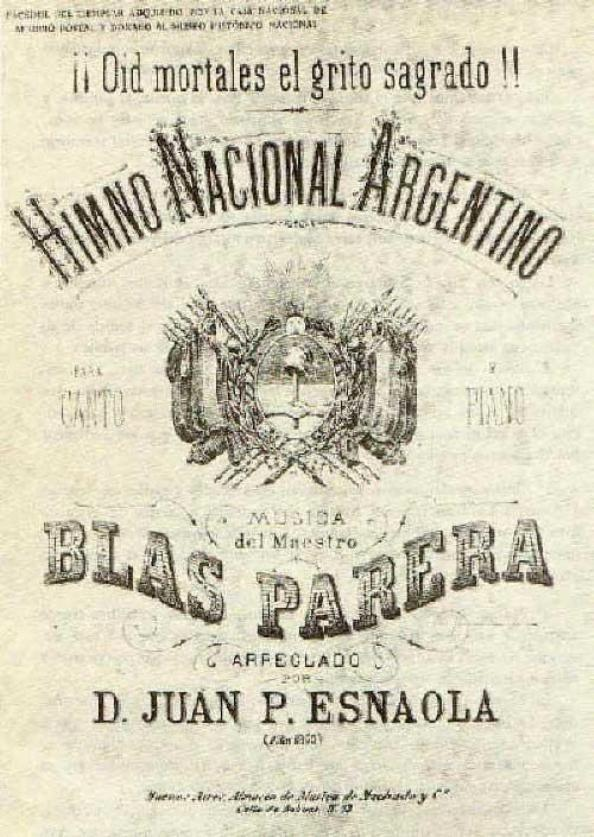
Az argentin himnusz partitúrája 1860-ból

Az argentin himnusz nem sokkal a függetlenség kikiáltása után keletkezett. 1812. július 12-én a hatalmon levő triumvirátus elrendelte, hogy nemzeti indulót kell írni.
A szöveg megírására Vicente López y Planes (1785–1856), míg a zene komponálására Blas Passera (1765–1830) kapott megbízást. Az Argentin Nemzetgyűlés 1813. március 11-én hivatalosan is elfogadta az új indulót, melynek címe „Marcha Patriótica” azaz „Hazafias Induló” lett.
Az indulót 1813. május 25-én adták elő először egy színházban. 1847 óta sok változáson ment át, míg Argentína nemzeti himnusza lett, de abban az időben a spanyolellenes szöveg nagyon
alkalmas volt a nemzeti érzések felszabadítására és a függetlenségi harcra mozgósításra. Az idők változásával azonban a szöveg elvesztette aktualitását és Spanyolország is anyaországgá szelídült a gyűlölt ellenségből. 1900-ban elnöki rendeletre új szöveget kellett írni és az eredeti himnusznak csak az első és utolsó versszakát éneklik.

## Az eredeti spanyol szöveg
Marcha Patriótica
Oíd, mortales, el grito sagrado: 

¡Libertad, libertad, libertad! 

Oíd el ruido de rotas cadenas, 

ved en trono a la noble igualdad. 

Ya su trono, dignísimo abrieron 

las Provincias Unidas del Sud 
 
y los libres del mundo responden: 
 
Al gran pueblo Argentino, ¡salud! 

Al gran pueblo Argentino salud! 

y los libres del mundo responden: 
 
Al gran pueblo Argentino, ¡salud!
Sean eternos los laureles 
 
que supimos conseguir. 

Coronados de gloria vivamos… 

¡o juremos con gloria morir!, 
 
¡o juremos con gloria morir!, 
 
¡o juremos con gloria morir!

## A magyar szöveg
Hazafias Induló
Halljátok halandók a szent kiáltást 
 
Szabadság! Szabadság! Szabadság! 

Halljátok, láncaink lehullnak, 

Nézzétek a trónról a nemes egyenlőség győzelmét, 

A trónt már a méltóbbak összetörték 

A Dél Egyesült Tartományai. 

És a világ szabad népei felelik: 

És a világ szabad népei felelik: 

Üdvözlünk, Argentína nagy népe! 

Üdvözlünk, Argentína nagy népe!
Legyen a babér örök, 

Tudjuk, győzni fogunk. 

A dicsőség koronája a miénk, 

Vagy esküszünk, dicsően halunk! 

Vagy esküszünk, dicsően halunk! 

Vagy esküszünk, dicsően halunk!